# Rio Tchulym
O Tchulym (russo:  Чулым) é um rio do krai de Krasnoiarsk e do oblast de Tomsk na Rússia, sendo um afluente da margem direita do rio Ob. Sua extensão é de 1 799 km e a área de sua bacia é de 134 mil quilómetros quadrados. Encontra o Ob em Ust-Tchulym. Nass margens do Tchulym ficam as cidades de Nazarovo, Atchinsk e Asino.
O explorador sueco Johann Peter Falck percebeu em pleno século XVIII a presença de caçadores-coletores nas margens desse rio siberiano.